# Ла Рока (Тревизо)
Ла Рока је насеље у Италији у округу Тревизо, региону Венето.
Према процени из 2011. у насељу је живело 19 становника. Насеље се налази на надморској висини од 18 м.